# Motocyklowe Grand Prix Chin
Motocyklowe Grand Prix Chin – eliminacja motocyklowych mistrzostw świata rozgrywana w latach 2005–2008 na torze Shanghai International Circuit.

## Lista zwycięzców
| Rok  | Tor      | 125 cm3        | 125 cm3  | 250 cm3        | 250 cm3  | MotoGP          | MotoGP   | Raport |
| Rok  | Tor      | Zawodnik       | Motocykl | Zawodnik       | Motocykl | Zawodnik        | Motocykl | Raport |
| ---- | -------- | -------------- | -------- | -------------- | -------- | --------------- | -------- | ------ |
| 2008 | Shanghai | Andrea Iannone | Aprilia  | Mika Kallio    | KTM      | Valentino Rossi | Yamaha   | Raport |
| 2007 | Shanghai | Lukáš Pešek    | Derbi    | Jorge Lorenzo  | Aprilia  | Casey Stoner    | Ducati   | Raport |
| 2006 | Shanghai | Mika Kallio    | KTM      | Hector Barbera | Aprilia  | Dani Pedrosa    | Honda    | Raport |
| 2005 | Shanghai | Mattia Pasini  | Aprilia  | Casey Stoner   | Aprilia  | Valentino Rossi | Yamaha   | Raport |

## Najwięcej zwycięstw

### Według motocyklistów
- 2: Casey Stoner (MotoGP: 2005; 250cc: 2007), Mika Kallio (250cc: 2008; 125cc: 2006), Valentino Rossi (MotoGP: 2005, 2008)

### Według konstruktorów
- 5: Aprilia (250cc: 2005, 2006, 2007; 125cc: 2005, 2008)
- 2: Yamaha (250cc: 2008; 125cc: 2006), KTM (MotoGP: 2005, 2008)